# Oxypyge benedictus
Oxypyge benedictus är en mångfotingart som beskrevs av Chamberlin 1925. Oxypyge benedictus ingår i släktet Oxypyge och familjen Rhinocricidae. Inga underarter finns listade i Catalogue of Life.